# Marangu
Marangu ist eine Stadt am Fuße des Kilimandscharo in Tansania. Sie liegt im Distrikt Moshi, der Teil der Region Kilimandscharo ist.
Die Bedeutung des Ortes liegt darin, dass sich hier der Hauptzugang für alle Besucher des Kilimandscharo-Nationalparks und das Hauptquartier der Nationalparkverwaltung befinden. Hier ist der Ausgangspunkt der 68 Kilometer langen Marangu-Route (auch Coca-Cola-Route genannt) zum Gipfel des Kibo.

## Geografie
Marangu besteht aus den zwei Wahlkreisen Marangu Mashariki (Ost) und Marangu Magharibi (West), die zusammen 39.756 Einwohner haben (Volkszählung 2022). Die Regionshauptstadt Moshi liegt  in der Luftlinie etwa 20 Kilometer südwestlich, über die Schnellstraße und Himo sind es 40 Straßenkilometer.

### Lage
Die Stadt liegt am Südhang des Kilimandscharo in einer Höhenlage von rund 1300 Metern, das Krankenhaus liegt etwa 150 Meter höher, das Eingangstor zum Nationalpark befindet sich auf 1860 Metern.

### Klima
Das Klima in Marangu ist gemäßigt warm, Cwb nach der effektiven Klimaklassifikation. In den Wintermonaten Juni bis September fallen nur geringe Niederschlagsmengen, im Jahresdurchschnitt regnet es 1704 Millimeter. Die Durchschnittstemperatur liegt bei 19,3 Grad Celsius. Am kühlsten ist es mit 16,7 Grad im Juli, am wärmsten mit 21,2 Grad Celsius im Februar.
|                        | Jan  | Feb  | Mär  | Apr  | Mai  | Jun  | Jul  | Aug  | Sep  | Okt  | Nov  | Dez  |   |      |
| Mittl. Temperatur (°C) | 20,8 | 21,2 | 21   | 19,8 | 18,4 | 17,2 | 16,7 | 17,4 | 18,8 | 19,7 | 20   | 20,4 | ⌀ | 19,3 |
| Mittl. Tagesmax. (°C)  | 25,8 | 26,3 | 25,6 | 23,7 | 21,9 | 21,1 | 21   | 21,9 | 23,6 | 24,7 | 24,4 | 24,8 | ⌀ | 23,7 |
| Mittl. Tagesmin. (°C)  | 16,2 | 16,3 | 16,9 | 16,7 | 15,1 | 13   | 11,9 | 13   | 14,3 | 15,5 | 16,4 | 16,5 | ⌀ | 15,1 |
|                        |      |      |      |      |      |      |      |      |      |      |      |      |   |      |
| Niederschlag (mm)      | 240  | 237  | 262  | 240  | 151  | 40   | 24   | 30   | 29   | 81   | 153  | 217  | Σ | 1704 |

| 16,2 |

| 16,3 |

| 16,9 |

| 16,7 |

| 15,1 |

| 13 |

| 11,9 |

| 13 |

| 14,3 |

| 15,5 |

| 16,4 |

| 16,5 |

| 16,2 |

| 16,3 |

| 16,9 |

| 16,7 |

| 15,1 |

| 13 |

| 11,9 |

| 13 |

| 14,3 |

| 15,5 |

| 16,4 |

| 16,5 |

## Wirtschaft und Infrastruktur

### Gesundheit
Das Krankenhaus in Marangu wird von der nördlichen Diözese der Evangelisch-Lutherischen Kirche von Tansania betrieben.

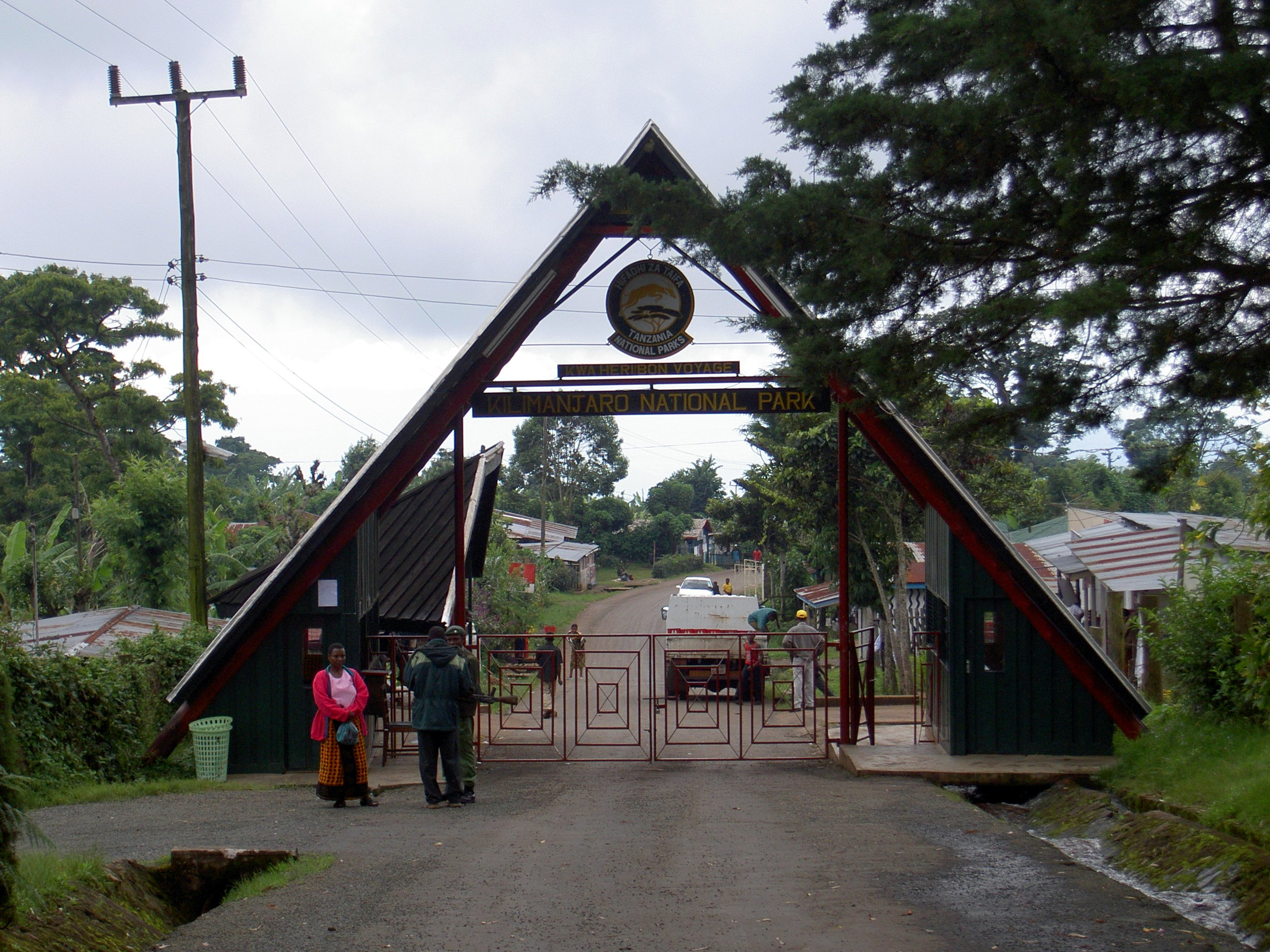
Eingang zum Kilimandscharo-Nationalpark

### Fremdenverkehr
Der Aufstieg auf den Kilimandscharo mit dem Start in Marangu ist die älteste und meist begangene Route. Sie ist der einzige Anstieg, der Übernachtungen in Hütten statt in Zelten anbietet.

### Verkehr
Es existieren regelmäßige Busverbindungen nach Moshi.

Die wichtigste Straßenverbindung ist die asphaltierte Nationalstraße T17. Sie führt nach Süden zur Nationalstraße T2, die Arusha mit Tanga verbindet. Nach Norden umrundet sie den Kilimandscharo im Osten und führt nach Kenia.

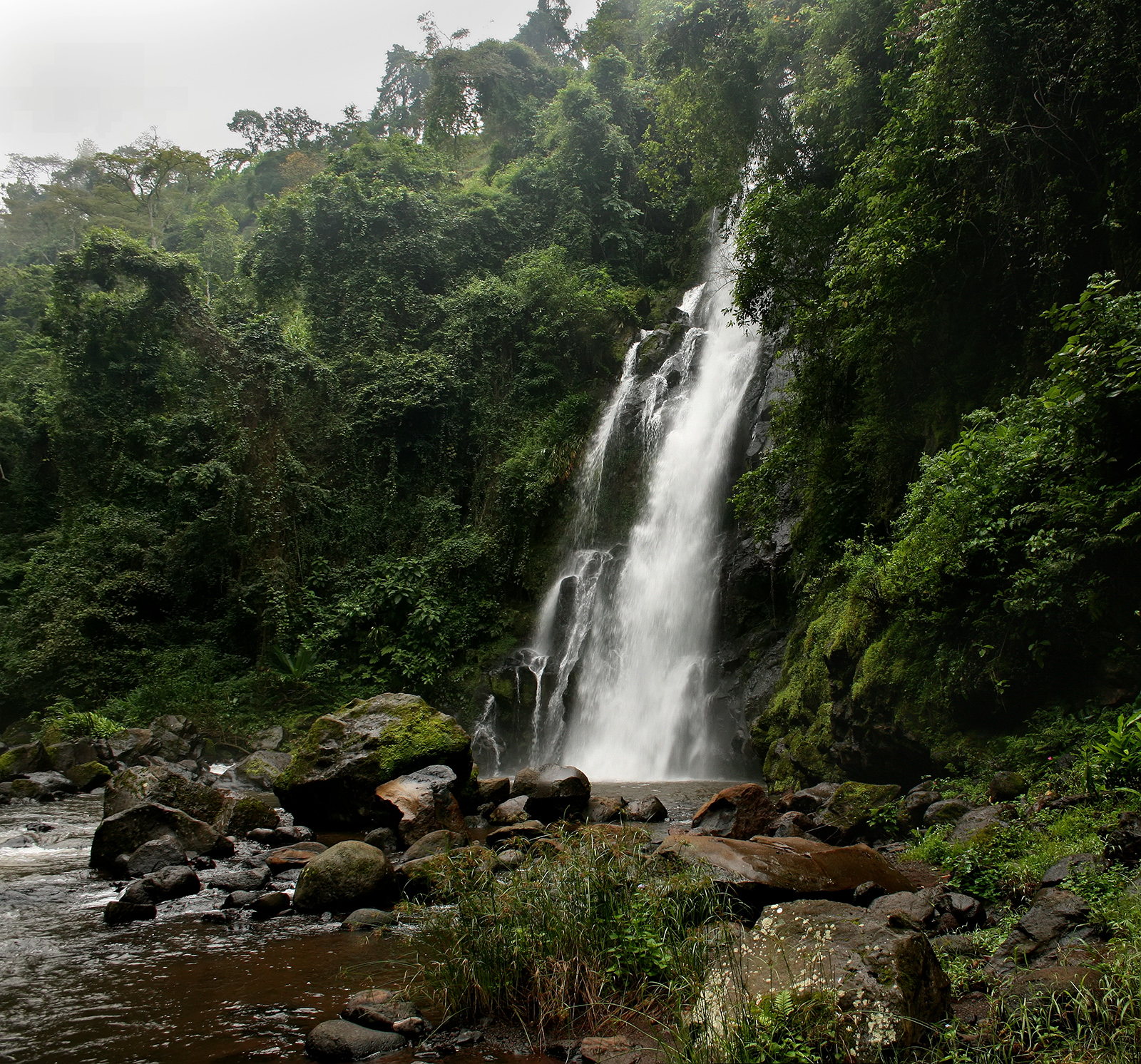
Marangu-Wasserfall

## Sehenswürdigkeiten
- Kilimandscharo-Nationalpark: Das Gebiet des Nationalparks umfasst 756 Quadratkilometer rund um den Gipfel des Kilimandscharo und wurde zum UNESCO-Welterbe ernannt.[9]
- Marangu-Wasserfall: Dieser Wasserfall des Flusses Marangu wird auch Kinukamori Wasserfall genannt und ist etwa einen Kilometer von der Hauptstraße entfernt.[10]

## Persönlichkeiten
- Yohani Kinyala Lauwo, mutmaßlicher Bergführer von Hans Meyer bei der Erstbesteigung des Berges 1889[11]
- Bernard Martin Ngaviliau (1917–2005), römisch-katholischer Ordensgeistlicher, Bischof von Sansibar